# Stig Vindeløv
Stig Vindeløv (25. september 1932 – 25. december 2008) var uddanet pilot, formand for Bølgekraftforeningen, lærer og opfinder.
Ved flykatastrofen ved Kastrup 16. juli 1960, hvor han var pilot, mistede han førligheden og valgte derefter at blive lærer. Han var lærer i Nordsjælland. Han gik i slutning af 1980'erne i samarbejde med Nordisk Folkecenter for Vedvarende Energi og deltog i udvikling af især bølgekraft.